# Joint Strike Fighter (computerspel)
Joint Strike Fighter is een vluchtsimulatiespel ontwikkeld door het Noorse Innerloop Studios. Het spel werd uitgegeven door Eidos Interactive en kwam in 1997 uit voor Windows.
In Joint Strike Fighter kan de speler vliegen in de twee gevechtsvliegtuigen die meededen aan het Joint Strike Fighter-programma: de Lockheed Martin F-35 Lightning II en de Boeing X-32. Het spel bevat verschillende scenario's die zich afspelen in Afghanistan, Colombia, Korea en Rusland. In de missies speelt de speler als een piloot gelieerd aan een niet-gespecificeerde Westerse alliantie.